# 眼球癆
眼球癆 (がんきゅうろう、英: phthisis bulbi) とは重篤な眼疾患、炎症、損傷により萎縮し、眼が機能を失った状態をいう。

## 症候・原因疾患
眼球癆では、眼球の房水産生がなくなり萎縮して、実質的に眼球が廃用になる。その結果外見的には、眼窩の陥没、眼瞼の下垂、角膜混濁が起きる。原因疾患の多数は網膜剥離であるが、他に全眼球炎、虹彩毛様体炎、外傷などがある。 症状として痛みが伴う(有痛性)場合もある。

## 治療
原因疾患に関してはそれぞれの疾患に応じた治療がなされる。進行した網膜剥離（増殖性硝子体網膜症）や転移性全眼球炎で抗生物質の全身投与や硝子体を除去手術して抗生物質を注入するなどの処置が功を奏せず硝子体膿瘍や硝子体の器質化がみられる場合などには、網膜硝子体手術の適応となる。進行が早く失明に至りかつ有痛性の時には眼球内容除去術や眼球摘出術の適応となる場合もある。その時にはリハビリテーションなどを通じてQOLの向上を目指すことになる
- なおまだ実験レベルで実用化に到達するかどうかはわからないがドイツのFraunhofer 研究所が「眼圧自動調整 機能付き埋込型miniatureポンプ 」を2015年7月に発表している[8]。

## 参考サイト・文献
- Willibald Pschyrembel, Otto Dornblüth (1977). Klinisches Wörterbuch：mit klinischen Syndromen und einem Anhang Nomina anatomica. Berlin ; New York : Walter de Gruyter. ISBN 3-11-007018-9 2015年9月16日閲覧。.
- “Retina Specialists of Alabama”. 2015年9月16日閲覧。
- “網膜硝子体”.   金沢大学眼科学教室. 2015年9月16日閲覧。
- 加藤明彦, 深山牧子, 稲松孝思「Klebsiella pneumoniaeによる転移性全眼球炎の2例」『感染症学雑誌』第62巻第9号、日本感染症学会、1988年、830-834頁。
- MSDマニュアル プロフェッショナル版 (2005年11月). “ぶどう膜炎の概要”.   Merck & Co., Inc., Kenilworth, N.J., U.S.A.. 2020年3月17日閲覧。
- “眼球癆”.   介護110番. 2015年9月16日閲覧。
- 秋山優子, 大熊志保, 平石剛宏, 金子博行, 林孝雄, 溝田淳「両眼失明眼の外斜視（外転偏位眼）に対し手術を行い精神的QOLが向上した1例」『日本視能訓練士協会誌』第41巻、日本視能訓練士協会、2012年、119-122頁、doi:10.4263/jorthoptic.041F108、2015年9月16日閲覧。